# Перлевка (Ивановская область)
Перлевка — деревня в Ильинском районе Ивановской области. Входит в состав Аньковского сельского поселения.

## География
Деревня находится в западной части Ивановской области, на расстоянии приблизительно 12 км (по прямой) к юго-востоку от села Ильинское-Хованское, административного центра района.

### Часовой пояс
Деревня Перлевка, как и вся Ивановская область, находится в часовой зоне МСК (московское время). Смещение применяемого времени относительно UTC составляет +3:00.

## История
Впервые нанесена на карту 1840 года. В 1859 году в деревне Юрьевского уезда Владимирской губернии было учтено 25 дворов, проживал 131 человек.

## Население
| 1859 | 1905 | 2010 |
| ---- | ---- | ---- |
| 131  | ↘120 | ↘20  |

### Национальный состав
Согласно результатам переписи 2002 года, в национальной структуре населения русские составляли 90 % из 19 чел.